# 소비임치
소비임치(消費任置)는 목적물이 금전과 같은 대체물로서 소비물인 경우에 수취인(受置人)이 그 물건을 소비하고 그것과 동종·동질·동량(同量)의 물건을 반환하면 된다고 하는 특수한 임치(702조)이다. 금전이나 쌀·보리쌀을 맡기는 관계가 그 예로서 소비대차와 유사하기 때문에 법률상 소비대차와 같이 취급된다(702조 전단). 그러나 소비임치는 소비대차와 같이 차주의 이익을 위하는 것이 아니고 주로 임치자의 이익을 위하는 것이므로(경제적 목적에 차이가 있다) 그 반환에 대해서는 특약이 없는 한 최고없이 언제든지 목적들의 반환을 청구할 수 있다(702조 단서). 소비임치계약의 법적 성질에 대한 통설은,  소비임치에서 목적물을 수치인에게 주는 것은 보관을 위한 것이고, 수취인의 소비는 보관의 한 수단에 지나지 않으므로 이를 임치의 일종으로 이해한다.  반면에 일부 견해에 따르면，임치인에게는 금전 또는 물건의 ‘보관이란 이익’을，수취인에게는 금전 또는 물건의 ‘용익이란 이익’을 줌으로써 계약상의 이익을 양 당사자에게 부여하는 특수한 계약형태라고 한다.
은행예금이나 우편저금 등이 소비임치의 적례로 되어 있으나 은행법 등 특별법에 의하여 규제되고 있고,  금융기관의 거래약관이 적용되므로,  특수하게 정형화(定型化)된 소비임치가 되었다. 예금계약의 구체적인 거래 관계는 약관에 의하여 정하여진다. 예금계약이 성립하면 그때부터 예금자는 금융기관에 대하여 예금한 금전과 같은 금액을 반환청구할 수 있는 채권을 가지기 때문에 계약의 성립시기를 언제로 보느냐는 당사자에게 중요하다. 판례에 의하면, 예금계약은 예금자가 금융기관의 창구에서 예금할 의사를 표시하면서 "돈"을 제공하고 금융기관이 그 돈을 받아 확인하면 "그 때"에 성립한다고 한다.

## 같이 보기
- 임치